# Laura Pausini
Laura Pausini (phát âm tiếng Ý: [pauˈziːni]), omri, (sinh ngày 16 tháng 5 năm 1974, Solarolo, tỉnh Ravenna, Italia)[A] là một trong những ca sĩ và nhạc sĩ người Ý nổi tiếng khắp thế giới. Cô đã ký hợp đồng với Warner Music Group kể từ năm 1993. Được mệnh danh là "Nữ hoàng nhạc pop Ý" bởi entertainment news outlets, Pausini nổi tiếng với chất giọng có hồn và các ballad lãng mạn. Cô cũng được biết đến với các tác phẩm bằng nhiều ngôn ngữ như tiếng Ý, tiếng Tây Ban Nha, tiếng Anh, tiếng Bồ Đào Nha và tiếng Pháp.